# 秋田時事
秋田時事（あきたじじ）は、1905年（明治38年）4月から1917年（大正6年）まで秋田県で発行された地方紙である。
1905年（明治38年）2月に終刊となった「秋田日日新聞」の跡を受け、同年4月、同紙の号数を引き継いで発刊された。主筆は秋田日日新聞から引き続き永井喜久治。
その後、後藤宙外、児玉花外、山田枯柳らの文人を集めたが、たびたび経営難に陥り、1917年（大正6年）廃刊となった。

## 脚註
1. 1 2  『秋田大百科事典』p.39
2. ↑  『秋田県史 第五巻 明治編』p.1068
3. ↑  『秋田の先覚 4』p.165
4. ↑  『秋田県史 第五巻 明治編』p.1068